# Annone il Navigatore
Annone il Navigatore (in latino Hanno o Hannōn; in greco antico: Ἅννων?, Annōn; in lingua fenicia, Hn; VI secolo a.C. – V secolo a.C.) è stato un navigatore ed esploratore cartaginese, secondo alcune fonti re di Cartagine.

## Biografia
Nato nella famiglia nobile dei Magonidi secondo gli storici, venne inviato con una flotta (60 pentecòntori) e molte migliaia di coloni (30.000 tra uomini e donne) attorno alla metà del V secolo a.C. a fondare o ripopolare sette colonie cartaginesi sulla costa atlantica del Marocco. Esplorò anche la costa atlantica dell'Africa, giungendo, probabilmente, nel Golfo di Guinea. La sua figura, secondo alcuni storici, andrebbe collocata nel VI secolo a.C., secondo altri nel V secolo a.C..
Annone sembra aver annotato un resoconto del suo viaggio su una tavoletta che sarebbe stata appesa al suo ritorno nel tempio del dio Ba‘al Ammon (identificato dai greci con Crono). Si è supposto, anche se la cosa è controversa, che un testo greco presente in un singolo manoscritto e noto con il nome di Periplo sia una traduzione del resoconto del viaggio di Annone.
Secondo alcuni, Annone giunse a Thymiateron (l'odierna Mina Hasan Tani) dove fondò la colonia dopo due giorni di viaggio dalle Colonne d'Ercole, sopra la vallata del fiume Sebu in Marocco; in seguito arrivò a un promontorio (Capo Cantin) e costruì una città, Soloeis, e che rivelatosi minaccioso Annone ordinò si costruisse un tempio dedicato a Poseidone, il tempio di Soloeis. Trenta miglia avanti trovarono una laguna con elefanti, forse il Tensift. In seguito Annone riprese il viaggio fondando altre cinque colonie, Karikon Teicos, Gytte, Akra, Melitta e Arambys. Continuando il viaggio, verso sud, trovò il deserto del Sahara vedendo uno scintillio all'orizzonte, dove incontrò nel fiume Lisso i popoli indigeni lissiti, berberi. Poi avendo preso alcuni Lissiti continuarono il viaggio verso sud per 9 giorni, fino a giungere all'isola di Cerne, l'odierna isola di Herne. Essendo giunto ormai nel sud del Marocco decise di continuare a Sud fino al fiume Senegal dove incontrò dei locali che non permisero loro di avvicinarsi.  Dopo dodici giorno arrivarono a Capo Verde. Dopo 2 giorno di viaggio giunsero all'estuario del fiume Gambia e dopo 5 giorni arrivarono a una vasta baia, l'estuario del fiume Geba, nella Guinea-Bissau, che i Lissiti chiamarono Corno d'Espero. In seguito giunsero al Kakulima nell'odierna Sierra Leone, che chiamarono Carro degli Dei, dove videro scendere fuoco e fiamme. Due giorni dopo giunsero a Carro del Sud, l'attuale stretto di Sherbro, dove incontrarono la popolazione locale e di cui rapirono tre donne che scuoiarono e delle quali portarono le pelli a Cartagine.
In seguito il Periplo di Annone finisce.
Sull'isola, che fu il luogo più lontano toccato dal suo viaggio, Annone trovò degli individui che nel Periplo sono chiamati gorilla e descritti come pelosi (le donne infatti vengono chiamate: δασεῖαι τοῖς σώμασιν). Alcuni interpreti hanno pensato che si trattasse di scimmie, mentre altri credono che si riferisse a donne dai lunghi capelli.
Il titolo greco del resoconto dell'esploratore cartaginese è Il viaggio di Annone, comandante dei cartaginesi, intorno alle zone della Libia oltre le Colonne d'Ercole, che depositò nel tempio di Crono ed era conosciuto da Arriano che lo menziona alla fine della sua Anabasi di Alessandro (VIII libro, Indikà).
Il testo è stato tradotto dal punico al greco. Ne ha conservato il testo ricco di particolari il Cod. Palatinus 398 del IX secolo.

## Itinerario
| Posto                      | Luogo attuale         | Note |
| -------------------------- | --------------------- | --- |
| Colonne d'Ercole           | Stretto di Gibilterra | [ 3 ] |
| Thymiateron                | Mina Hassan Tani      | [ 3 ] |
| Soloeis                    | Capo Cantin/Baddouza  | [ 3 ] |

Il viaggio di Annone

| Karikon Teichos            | ?                     | Delle colonie fondate da Annone spesso non è rimasto nulla, così come le 300 colonie menzionate in Marocco. |
| Gytte                      | ?                     | Delle colonie fondate da Annone spesso non è rimasto nulla, così come le 300 colonie menzionate in Marocco. |
| Akra                       | ?                     | Delle colonie fondate da Annone spesso non è rimasto nulla, così come le 300 colonie menzionate in Marocco. |
| Melitta                    | ?                     | Delle colonie fondate da Annone spesso non è rimasto nulla, così come le 300 colonie menzionate in Marocco. |
| Arambys                    | ?                     | Delle colonie fondate da Annone spesso non è rimasto nulla, così come le 300 colonie menzionate in Marocco. |
| Lisso                      | Loukkos (Uadi Dra)    | [ 3 ] [ 5 ]                                                                                                 |
| Isola di Cerne             | Isola di Herne        | [ 3 ] |
| Senegal                    | Fiume Senegal         | [ 3 ] |
| Capo Verde                 | Capo Verde            | [ 3 ] |
| Gambia                     | Fiume Gambia          | [ 3 ] |
| Geba                       | Fiume Geba            | [ 3 ] |
| Kakulima (Carro degli Dei) | Monte Cameroon        | [ 3 ] |
| Carro del Sud              | Stretto di Sherbro    | [ 3 ] |

## Interpretazioni eterodosse
Sulla base di una presunta interpretazione di un'iscrizione rinvenuta a Bourne vicino a Capo Cod nello Stato di Massachusetts nel XVIII secolo, l'epigrafista dilettante Barry Fell, professore di zoologia nell'Università di Harvard, ha sostenuto che Annone in seguito avesse attraversato l'Atlantico ed esplorato il Nord America sottomettendolo. La teoria non gode di alcun credito in ambito scientifico.

## Realtà dei fatti
Come descritto da Annone, i cartaginesi furono colpiti dal fatto che, in quelle terre lontane, il sole brillasse in direzione nord; questa notazione venne messa fortemente in discussione dai filosofi greci circa due secoli dopo, e addirittura Erodoto negò la veridicità delle scoperte di Annone. Quando nel 1497 Vasco De Gama compì il periplo dell'Africa, notò la stessa curiosità, che confermava il viaggio dei cartaginesi: il sole nell'emisfero sud della terra brilla in direzione nord, e solo Annone poteva sapere una tal cosa perché ci si era effettivamente recato.
Il viaggio di Annone deve essere avvenuto prima del 430 a.C. poiché Erodoto quando scrive è già a conoscenza dei commerci cartaginesi nella costa atlantica del Marocco; per cui secondo gli storici sarebbe avvenuto attorno al 450 a.C. quando la potenza cartaginese era al massimo (secondo Plinio) e la dinastia dei Magonidi era nell'apice del potere.
Sulle colonie, 7, fondate da Annone, sembra che già esistessero prima, poiché nella relazione si menzionano "nuovi coloni" nelle terre; e Lisso secondo gli storici greci sarebbe addirittura la prima colonia fenicia, risalente al 1200 a.C. poiché il suo tempio di Melqart è più antico di quello di Cadice.
I Lissiti dunque non erano che fenici già lì da tempo, mentre gli indigeni non sarebbero stati interessati da Annone.
I gorilla descritti nel Guinea non sarebbero che una trascrizione di un nome fenicio, mentre le pelli prese dai fenici erano esposte a Cartagine anche al tempo della sua distruzione, 146 a.C..
Il fuoco e fiamme viste da Annone erano il monte Camerun o un terreno arido in fiamme.
I tempi descritti da Annone sono reali, poiché per 12 giorni da Capo Verde al Guinea corrispondono 1.600 km.

## Tentativo di localizzazione dei luoghi citati nel Periplo
- Thymiatérion (letteralmente: “incensiere”, “altare per l'incenso”) sarebbe l'odierna Mehdya, alla foce del Sebou, in Marocco.
- Il promontorio Soloente è associato ad uno dei due promontori presso Mohammedia o Casablanca, anch'esse in Marocco.
- Le altre città nominate sono state ipotizzate nei pressi degli abitati di Azemmour (Karikon Teichos), El Jadida (Gytta), Ras Cantin (Akra: il toponimo greco “Akra” infatti farebbe riferimento ad un promontorio), Oualidia (Melitta) e Essaouira (Arambe sarebbe la trascrizione greca del fenicio “Har Anbin” o “monte dell'uva”),tutti in Marocco.
- Il gran fiume Lixo andrebbe identificato col fiume torrentizio Oued Draa, al confine tra Marocco e Sahara Occidentale.
- Il fiume Chrete potrebbe essere l'Oued Assaq un fiume torrentizio che scorre nel Sahara Occidentale.
- L'isola di Kerne forse è l'attuale isola Herne, ben protetta nello stretto golfo roccioso del Río de Oro, nel Sahara Occidentale, e le cui modeste dimensioni farebbero pensare ai 5 stadi di circuito di cui parla Annone. Essa non sarebbe molto distante dall'attuale Dakhla città del Sahara Occidentale.
- Le “rupi costiere altissime” dove gl'indigeni lanciavano massi potrebbe corrispondere alla costa di Ras Nouadhibou al confine tra Sahara Occidentale e Mauritania.
- Le “tre isole, maggiori di Kerne”, poste in una zona paludosa, fanno pensare alle isolette della baia di Arguin, in Mauritania. Forse la costa frastagliata e angusta era stata allora interpretata come una palude o un ramo fluviale.
- Il “secondo fiume, grande e largo, pieno di coccodrilli e di ippopotami”, potrebbe essere il fiume Senegal.
- Il golfo detto “Corno di Espero” forse è la Petite Côte in Senegal.
- I “monti ricoperti di alberi odorosissimi” sono quasi certamente quelli al confine tra Senegal e Gambia
- La “foce profondissima del grande fiume” è con buona probabilità il fiume Gambia.
- La “grande isola con una palude e all'interno un'altra isola” potrebbe essere l'arcipelago Bijagos al largo della costa della Guinea-Bissau.
- La colate laviche che scendono in mare potrebbero essere quelle dei monti della catena del Fouta Djallon, in Guinea.
- Il “Teonochema” o “Carro degli Dei” viene visto essere il monte Kakulima appena a nord della capitale della Guinea, Conakry.
- Il “Corno di Noto” potrebbe essere forse l'estuario del fiume Moa, al confine tra la Sierra Leone e la Liberia.
- Il golfo che si estende dopo il "Corno di Noto" è il golfo di Guinea.
- Capo Three Points in Ghana potrebbe rappresentare il "Promontorio occidentale", mentre capo Lopez in Gabon potrebbe essere il "Promontorio meridionale".
- L'isola in cui vennero catturate le indigene ricoperte di folte chiome potrebbe essere una delle isole appartenenti alla Guinea Equatoriale (Bioko o Sao Tomè).
- Il monte Camerun potrebbe in alternativa essere il vulcano osservato al ritorno.